# Thermospermine synthase
La thermospermine synthase est une transférase qui catalyse la réaction, :
S-adénosylméthioninamine + spermidine  {\displaystyle \rightleftharpoons }  S-méthyl-5'-thioadénosine + thermospermine + H+.
Cette enzyme intervient dans la biosynthèse de polyamines naturelles telles que la spermidine et la thermospermine.